# Брезик (Лукач)
Брезик (хорв. Brezik) — населений пункт у Хорватії, у Вировитицько-Подравській жупанії у складі громади Лукач.

## Населення
Населення за даними перепису 2011 року становило 213 осіб.
Динаміка чисельності населення поселення:

## Клімат
Середня річна температура становить 11,63 °C, середня максимальна – 26,58 °C, а середня мінімальна – -5,50 °C. Середня річна кількість опадів – 774 мм.
| Клімат поселення                              | Клімат поселення | Клімат поселення | Клімат поселення | Клімат поселення | Клімат поселення | Клімат поселення | Клімат поселення | Клімат поселення | Клімат поселення | Клімат поселення | Клімат поселення | Клімат поселення | Клімат поселення |
| Показник                                      | Січ.             | Лют.             | Бер.             | Квіт.            | Трав.            | Черв.            | Лип.             | Серп.            | Вер.             | Жовт.            | Лист.            | Груд.            |                  |
| Середній максимум, °C                         | 6,18             | 8,29             | 12,96            | 17,49            | 22,75            | 26,58            | 25,85            | 25,10            | 20,37            | 15,39            | 9,92             | 5,13             |                  |
| Середня температура, °C                       | 0,34             | 2,46             | 7,11             | 11,68            | 16,92            | 20,76            | 22,27            | 21,54            | 16,80            | 11,83            | 6,34             | 1,56             |                  |
| Середній мінімум, °C                          | −5,5             | −3,38            | 1,28             | 5,83             | 11,09            | 14,92            | 18,71            | 17,96            | 13,24            | 8,26             | 2,79             | −2               |                  |
| Норма опадів, мм                              | 46               | 41               | 47               | 61               | 75               | 90               | 74               | 79               | 65               | 65               | 75               | 56               |                  |
| Середньомісячна швидкість вітру, м/с          | 2.20             | 2.50             | 2.80             | 2.70             | 2.40             | 2.20             | 2.14             | 1.90             | 2.00             | 2.00             | 2.20             | 2.20             |                  |
| Середньомісячна сонячна радіація, кДж/м²·день | 4102             | 6850             | 10794            | 15255            | 19349            | 21464            | 22190            | 19655            | 14556            | 9002             | 4651             | 3389             |                  |
| --------------------------------------------- | ---------------- | ---------------- | ---------------- | ---------------- | ---------------- | ---------------- | ---------------- | ---------------- | ---------------- | ---------------- | ---------------- | ---------------- | ---------------- |
| Джерело:                                      |                  |                  |                  |                  |                  |                  |                  |                  |                  |                  |                  |                  |                  |